# Kompromis Crittendena
Kompromis Crittendena – zaproponowany przez przywódcę Komisji Trzynastu w Stanach Zjednoczonych Ameryki John Jordana Crittendena w 1861 roku, z obawy secesji Karoliny Północnej (tj. uchwaleniu przez nią aktu secesyjnego, który był pośrednim początkiem Wojny secesyjnej).
Kompromis zakładał poprawki konstytucyjne, które by rozdzielały Stany Zjednoczone wzdłuż linii Kompromisu Missouri z jej przedłużeniem, czyli wzdłuż równoleżnika 36°30′.
Na północy od tej linii niewolnictwo miało być prawnie zakazane, natomiast na południu pozostałoby legalne, z tym że wszystkie przyszłe Stany położone poniżej linii oddzielającej Stany północne od południowych miałyby same - na drodze demokratycznych wyborów - określić, czy chcą być stanem niewolniczym. Kongresowi odebrano by prawo zniesienia niewolnictwa w tych stanach, w których już prawnie istniało oraz do mieszania się do handlu niewolnikami. Zmiana tych postanowień poprzez poprawkę konstytucyjną w przyszłości byłaby prawnie zakazana.
Plan ten nie doszedł do skutku w dużej części za sprawą odrzucenia go przez Partię Republikańską (Abraham Lincoln), ponieważ w teorii pozwalała na dalsze rozszerzanie się niewolnictwa.